# André Hercule de Rosset de Rocozel
André Hercule de Rosset de Rocozel (* 27. September 1715 in Montpellier; † 13. April 1788 in Paris)  aus der Familie Rosset de Rocozel war ein französischer Hochadliger, Militär und Hofbeamter.
Er war Duc de Fleury und Pair de France, Marquis de Rocozel, Baron de Ceilhes, Seigneur de Florange und Premier Gentilhomme de la Chambre du Roi.

## Leben
André Hercule de Rosset de Rocozels ist der älteste Sohn von Jean Hercule de Rosset de Rocozel und Marie de Rey und Enkel von Bernardin de Rosset de Rocozel und Marie de Fleury (Schwester des Kardinals André-Hercule de Fleury). Er ist der Bruder von Pierre Augustin Bernardin de Rosset de Rocozel de Fleury  (1717–1780), Bischof von Chartres, und Henri Marie Bernardin de Rosset de Rocozel (1718–1781), Erzbischof von Tours (1750–1775) und Erzbischof von Cambrai (1774–1781).
Anfangs wurde er Marquis de Fleury genannt. Am 4. August 1726 trat er in den Militärdienst ein als Enseigne (Fähnrich) im Régiment d’Angoumois infanterie, das unter dem Kommando seines Onkels Pons de Rosset de Rocozel stand, und wurde am 27. Dezember 1731 selbst Colonel dieses Regiments; am 10. März 1734 wurde er zum Mestre de camp Colonel-Lieutenant des Régiment Royal dragons befördert und am 24. Juni 1734 zum Seneschall von Carcassonne, Limoux und Béziers ernannt. 1735 kaufte er für 450.000 Livres die Herrschaft Florange, die kurz zuvor nach dem Droit d’aubaine (Wildfangrecht) der Domaine royal zugefallen war.
André Hercule de Rosset de Rocozel wurde am 25. Mai 1736 Duc de Fleury nach der Demission seines Vaters, und Pair de France. Am 6. Juni 1736 heiratete er per Ehevertrag Anne Madeleine Françoise d’Auxy de Monceaux (* 19. Oktober 1721), einzige Tochter von Jacques d’Auxy, Marquis de Monceaux, 1739 Ritter im Orden vom Heiligen Geist, und Marie-Madeleine de La Grange-Trianon.
Im Oktober 1737 wurde er zum Gouverneur und Lieutenant-général von Lothringen und Barrois, am 15. Mai 1738 auch von Stadt und Schloss Nancy ernannt. Am 1. Januar 1740 wurde er zum Brigadier de cavalerie befördert, am 5. Juni 1741 wurde er Premier Gentilhomme de la Chambre du Roi, als Nachfolger von Charles-Armand-René de La Trémoille († 23. Mai 1741), am 2. Mai 1744 Maréchal de camp.
Am 10. Mai 1748 wurde er Lieutenant-général, am 31. Dezember 1748 durch den Tod seines Vaters auch Besitzer des Herzogtums Fleury, zudem Gouverneur von Aigues-Mortes. Am 18. Februar 1751 wurde er als Pair ins Parlement de Paris aufgenommen. Am 24. Dezember 1752 wurde er Grand-Bailli de Nancy, am 1. Januar 1753 (Ernennung) bzw. 2. Februar 1753 (44. Verleihung) Ritter im Orden vom Heiligen Geist.
Am 23. Februar 1766 wurde er Gouverneur des (nach dem Tod des Herzogs Stanislaus I. Leszczyński geschaffenen) Grand-Gouvernement de Lorraine-et-Barrois.
Um 1770 betrug das Jahreseinkommen des Herzogs und seiner Frau mehr als 265.000 Livres, sie besaßen ein Hôtel particulier in der Rue Notre-Dame-des-Champs in Paris und weitere in Versailles, Compiègne und Fontainebleau, als Entwicklungen innerhalb der Familie eine Krise auslösten: der älteste Sohn und vorgesehene Erbe des Paares, André Hercule Alexandre, Marquis de Fleury (* 1750), erwies sich als Lebemann, Spieler und Verschwender: Im Jahr 1773 hatte er 400.000 Livres verloren, im Jahr 1775 800.000, was dem Familieneinkommen von drei Jahren entsprach, und bei seinen Verlusten weitgehend auf das Vermögen seiner Eltern und seiner Frau zurückgegriffen, die 1778 die Reißleine zog und eine Gütertrennung durchsetzte. Der überforderte Herzog verlangte von seinem Sohn, dass er „jenseits des Kaps der Guten Hoffnung“ diente, also ins Exil ging, um von den Gläubigern wegzukommen und eine lange Haftstrafe zu vermeiden. Anfang 1779 verließ der Marquis de Fleury mit Hilfe seines Onkels, des Marquis de Castries, in Brest auf dem Schiff „Le Sévère“ das Land, um als Mestre de camp de dragons und Major-général des Armées des Indes im Gefolge von Pierre André de Suffren auf die Île de France zu segeln. Er starb am 20. August 1782 im Alter von 32 Jahren an Bord des Schiffes „Le comte de Maurepas“ vor der Küste von Pondichery an einer Krankheit. Präsumtpiver Erbe des Herzogs war nun sein Enkel André Hercule Marie Louis, der beim Tod seines Vaters 11 Jahre alt war.
André Hercule de Rosset de Rocozel, Duc de Fleury, Pair de France, starb am 13. April 1788 in Paris in seinem Hôtel particulier in der Rue Notre-Dame-des-Champs im Alter von 72 Jahren. Seine Frau überlebte ihn um 14 Jahre, sie starb am 17. Mai 1802.

## Nachkommen
Die Kinder des Herzogs und der Herzogin von Fleury sind:
- Marie Madeleine (* 27. Januar 1744 in Paris, † 30. September 1803); ⚭ Ehevertrag 17. April 1763[9] und persönlich 16. November 1763 Paul Étienne Auguste de Beauvilliers, Duc de Saint-Aignan, Pair de France (* 26. Dezember 1745, † 19. Oktober 1771), genannt Duc de Beauvilliers, Sohn von Paul Louis de Beauvilliers, Duc de Saint-Aignan, genannt Duc de Beauvilliers, und Auguste Léonore Olympe Nicole de Bullion
- Marie Victoire (* 10. Oktober 1745, † 1803), 20. Mai 1770 Karmelitin
- Tochter (* 18. November 1747, † 12. Oktober 1752)
- Marie Henriette Elisabeth Gabrielle (* 24. Februar 1749); ⚭ 29. April 1771 Pierre Charles, Marquis de la Rivière (* 12. Mai 1749, † 27. Dezember 1778), Mestre de camp de cavalerie, Sohn von Philippe Antoine Victor, Marquis de la Rivière, und Madeleine Louise Charlotte d’Anviray
- André Hercule Alexandre (* 30. März 1750 in Paris, † 20. August 1782 vor Pondichery), genannt Marquis de Fleury, ab 1779 im Exil, Mestre de camp de dragons und Major-général des Armées des Indes; ⚭ 7. November 1768 in Paris, Claudine Anne Renée de Montmorency-Laval (* 6. März 1750, † 21. Juli 1784[10]), Dame du Plessis-aux-Tournelles, Tochter von Joseph Pierre de Montmorency-Laval, Comte de Laval, und Elisabeth Renée de Maupeou (Haus Montmorency)
- Elisabeth Françoise Thérèse (* 30. Mai 1752, † 8. August 1771 in Le Plessis-aux-Tournelles), ledig
- André Hercule Alexis, Vicomte de Fleury, Mestre de camp en second des Régiment de Languedoc dragons[11]